# E. Fay Jones
E. Fay Jones (31 de janeiro de 1921 - 31 de agosto de 2004) foi um notável arquiteto e designer norte-americano. Foi aprendiz de Frank Lloyd Wright. Jones é também o único dos discípulos de Wright a ter recebido do Instituto Americano de Arquitetos a medalha de ouro (Gold Medal), a mais alta honra que um arquiteto norte-americano pode receber.

## Biografia
E. Fay Jones (Euine era o seu primeiro nome, pronunciado como U-wan e é uma forma antiga galesa para John), nasceu em Pine Bluff, Arkansas, em 31 de janeiro de 1921. Jones se tornou o único filho vivo da sua família depois de perder duas das suas irmãs em uma idade adiantada. Sua família se mudou para Little Rock, Arkansas, e depois para El Dorado, Arkansas. Jones era um membro antigo do Boy Scouts of America e ganhou o posto de Eagle Scout.
Jones esperava ganhar uma nomeação para a Academia Naval dos Estados Unidos e teve aulas de engenharia na Universidade de Arkansas para melhorar suas chances. As esperanças foram frustradas Jones quando seu congressista foi derrotado à reeleição e foi incapaz de oferecer um compromisso.
Com a eclosão da Segunda Guerra Mundial, Jones se juntou à Marinha dos Estados Unidos e serviu no teatro de operações do Pacífico como aviador naval, pilotando bombardeiros de mergulho. Após a guerra Jones estudou na Universidade de Arkansas em Fayetteville, Arkansas e na Universidade Rice, em Houston, Texas. Jones encontrou Frank Lloyd Wright, em Houston, Texas, e os dois tiveram um relacionamento imediato. Jones foi lecionar na Universidade de Oklahoma e Wright entrou para a universidade para uma palestra. Wright Jones convidou para o seu workshop de inverno Taliesin West perto de Scottsdale, Arizona. Mais tarde, Wright convidou toda a família de Jones para a sua casa e instituto de design Taliesin em Spring Green, Wisconsin. Jones voltou a ambos os sites por diversas vezes, tanto como amigo como aprendiz, e se tornou um companheiro de Taliesin.
Jones era um grande admirador de Wright, mas não tinha desejo irresistível de ser pessoalmente famoso e logo estabeleceu um ateliê no Montanhas Ozark, no noroeste de Arkansas, onde também se juntou ao corpo docente do departamento de arquitetura na Universidade de Arkansas, mais tarde servindo como primeiro reitor dessa Universidade de uma escola de arquitetura.
Jones foi um arquiteto despretensioso que preferiu o isolamento calmo das montanhas de Arkansas à paisagem urbana. Jones ignorava as tendências arquitetônicas e focava-se em sua própria estética orgânica com materiais encontrados nos Ozarks, estilos familiares e nas formas tradicionais de sua terra natal. Jones trabalhou voltado principalmente para o íntimo mais do que para o grandioso. As mais famosas obras de Jones são capelas e casas privadas, ao invés de arranha-céus.

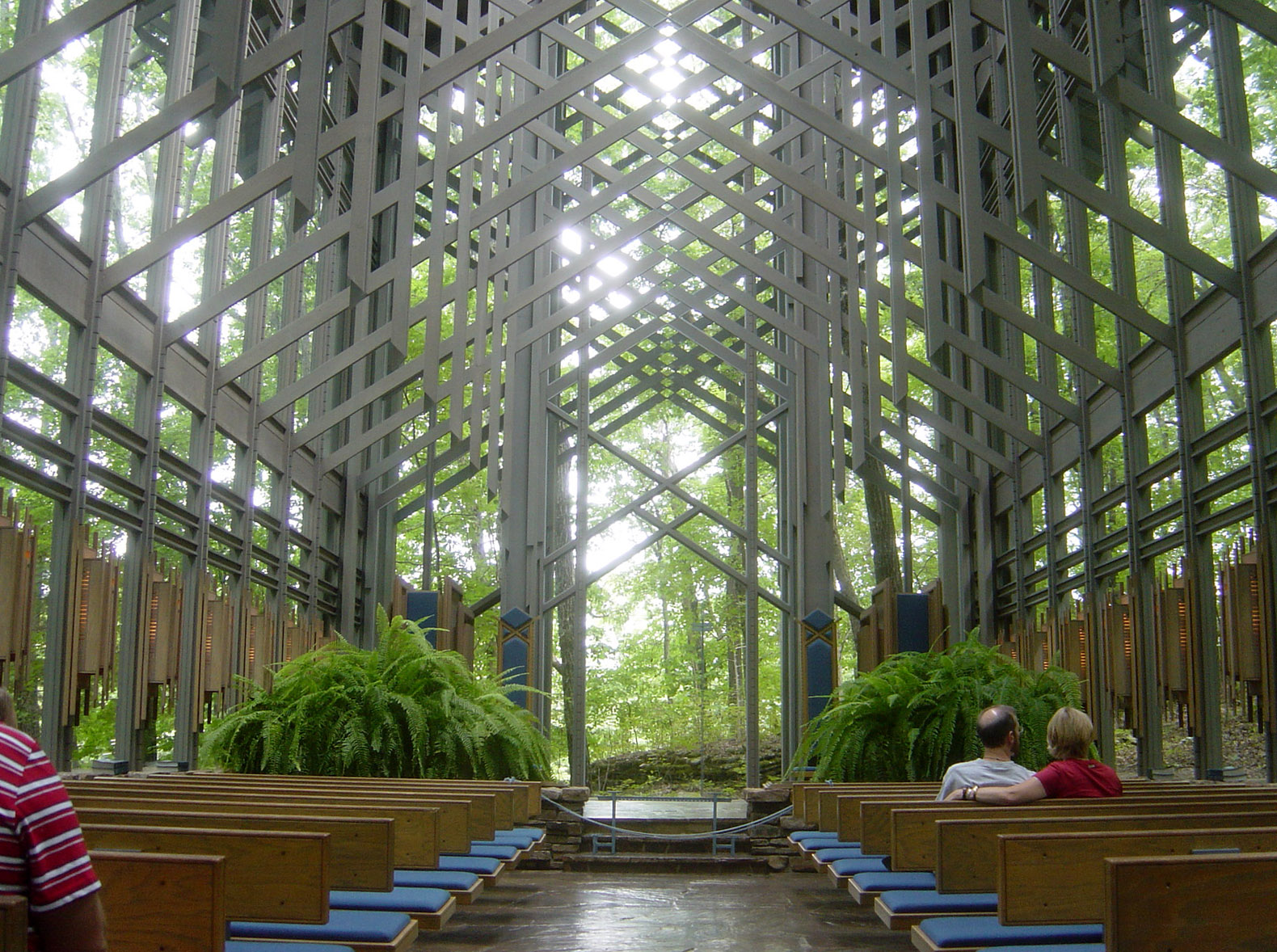
A Thorncrown Chapel, obra de E. Fay Jones no Arkansas

Jones usou os princípios de Lloyd Wright Frank e os edifícios que tinha criado com sensação wrightiana, mas distintamente. Os mais famosos edifícios mais Jones são a Thorncrown Chapel em Eureka Springs, Arkansas, a Mildred B. Cooper Memorial Chapel , em Bella Vista, Arkansas, e o Pavilhão Pinecote no Arboretum Crosby em Picayune, Mississippi. Estes edifícios são simples e transcendentes criações de madeira. A Thorncrown Chapel foi escolhida como o quarto edifício mais preferido numa votação dos membros do Instituto Americano de Arquitetos. A Thorncrown Chapel também foi selecionada como o melhor edifício construído nos Estados Unidos desde 1980.
Além de seus edifícios notáveis, Jones também é conhecido por criar projetos exclusivos para o mobiliário e objetos do quotidiano, tais como a Fonte da Paz Fulbright localizada na Universidade de Arkansas, em Fayetteville, no campus principal.
Jones é recordado como um homem gentil e despretensioso para quem a palavra dura estava completamente fora do caráter. Seu sócio, Maurice Jennings, afirmou que ele havia trabalhado com Jones durante 25 anos sem um caso de conflito emocional.
Em 31 de agosto de 2004 Jones morreu em sua casa em Fayetteville aos 83 anos, deixando esposa e duas filhas.